# Henry Moore
Henry Spencer Moore (n. 30 iulie 1898, Castleford, Anglia, Regatul Unit al Marii Britanii și Irlandei – d. 31 august 1986, Much Hadham⁠(d), East Hertfordshire, Anglia, Regatul Unit) a fost un sculptor englez, unul din cei mai însemnați animatori ai sculpturii moderne.

## Biografie
Născut dintr-o familie de mineri, a început să lucreze ca învățător în orașul natal. După sfârșitul primului război mondial, a început studiul sculpturii la Școala de Artă din Leeds. În 1921 primește o bursă pentru a-și continua studiile la "Royal College of Art" din Londra. În acest timp este foarte interesat de vechea artă mexicană și de arta africană. Totodată este stimulat de artiști contemporani lui, ca Constantin Brâncuși, Alexander Archipenko și mai ales de Pablo Picasso. În urma unei călătorii în Italia în 1925 cunoaște operele lui Giotto și ale lui Michelangelo. Multe din lucrările lui Henry Moore din această perioadă au un caracter abstract, fără a recurge însă la mijloacele de exprimare de mai târziu. Realizarea temei sale preferate - figuri omenești culcate - datează abia din 1927.
În 1928 are loc prima sa expoziție personală la Warren Gallery din Londra. A urmat o fază de căutări și experimentări cu elemente suprarealiste și geometrice abstracte, până la găsirea propriului său stil. Expune în 1936 la "Expoziția Suprarealistă Internațională" de la galeriile New Burlington din Londra. La început Moore a sculptat mai mult în piatră și lemn, după 1945 materialele preferate sunt marmora și bronzul. În 1946 are loc o mare expoziție retrospectivă la "Museum of Modern Art" din New York. În 1948 primește Premiul Internațional de sculptură al "Bienalei" din Veneția. Operele sale se găsesc în multe muzee și colecții particulare din toată lumea; o mare parte au fost donate de artist încă din timpul vieții 1978 muzeului "Tate Gallery" din Londra. Henry Moore a murit la 31 august 1986 la Much Hadham/Hertfordshire.

## Impact
“Idolul modern. Henry Moore în Blocul Răsăritean” reprezintă o documentare a expoziției sculptorului Henry Moore, ce a fost itinerată la București, Bratislava, Praga și Budapesta în 1966–67. Cu acest prilej, Henry Moore a donat Muzeului de Artă din București lucrarea Working Model for Locking Piece (bronze, 1962, Catalogue Number LH 514 cast 8).
Cu progresul mișcării constructiviste, opera lui Henry Moore, care pierde din interesul de care se bucura la început, a revenit între timp în centrul atenției publicului. Tema centrală a sculpturii sale este figura omenească, care crește din forme alcătuite într-un continuu schimb plastic între ritm și materie. Alături de operele apropiate de natură, maternități sau monarhi arhetipali, se întâlnesc figuri deformate sau abstracte, iar producțiile plastice libere se învecinează cu stilurile arhitectonice. Henry Moore este considerat cel mai important sculptor englez al secolului al XX-lea.

## Galerie

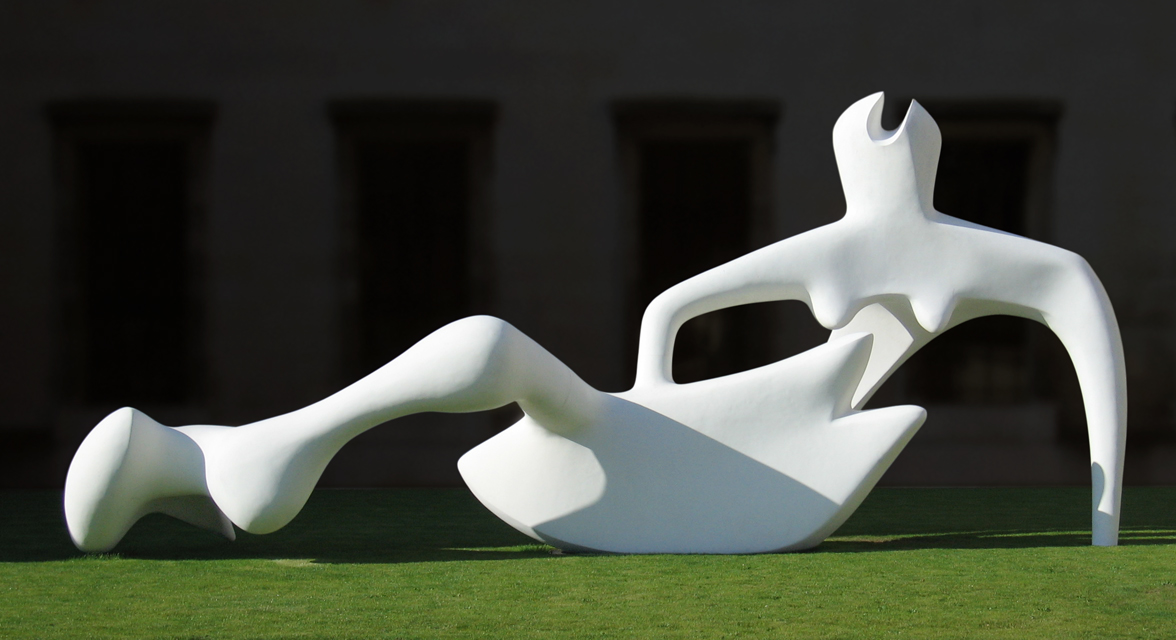
Reclining Figure (1951)
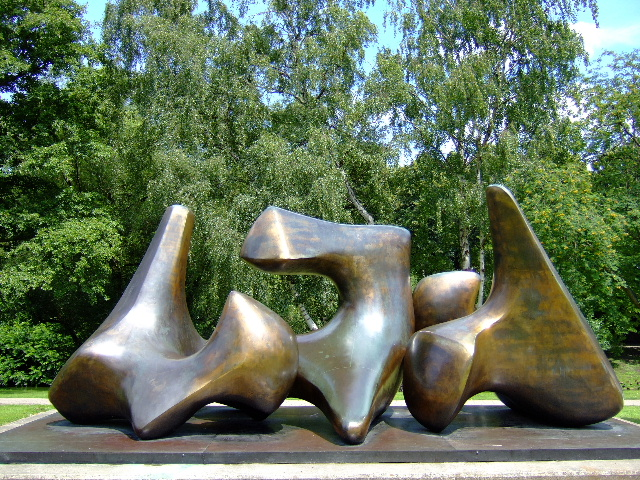
Three Piece Sculpture: Vertebrae (1968/1969)
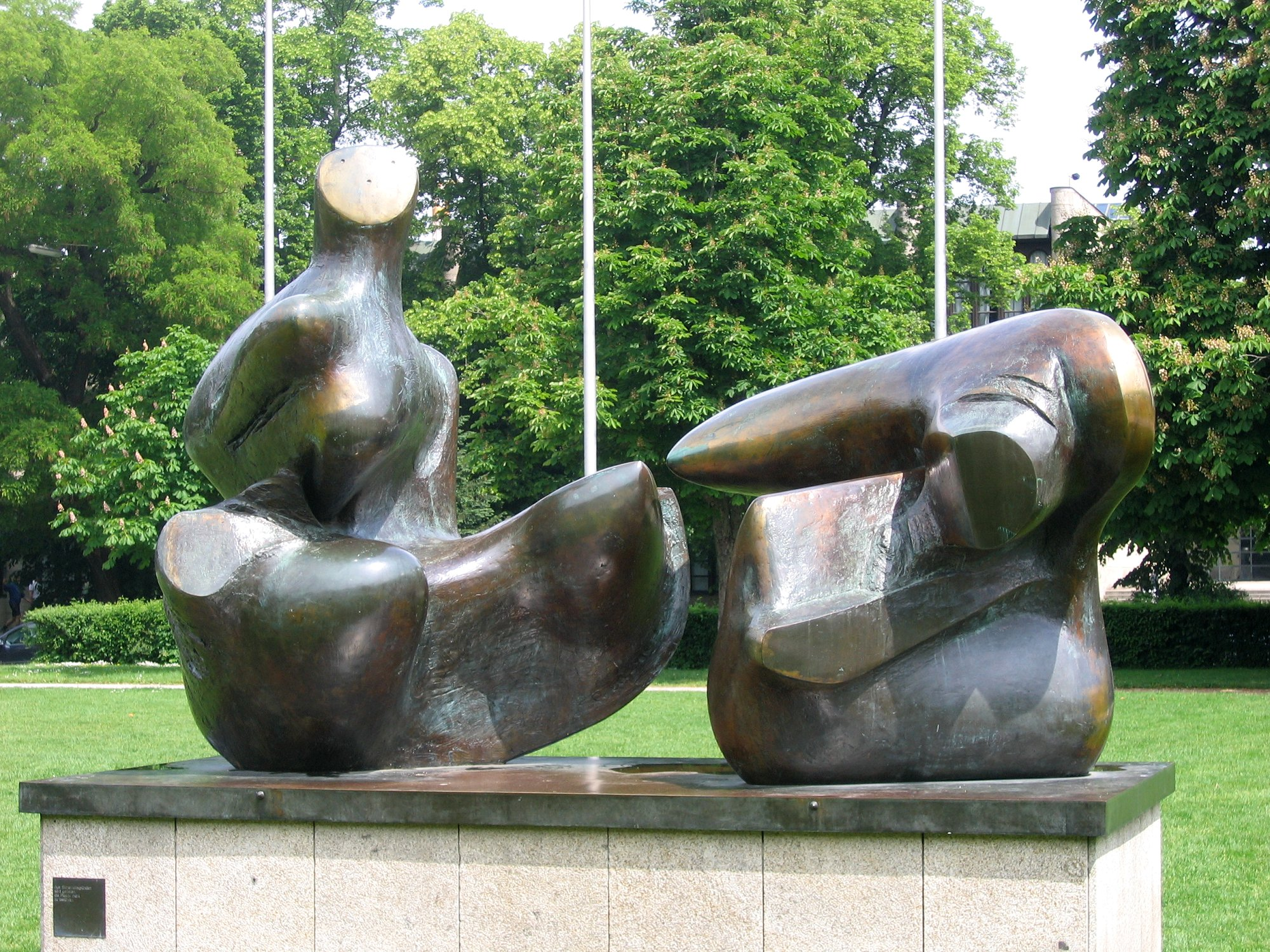
Two Piece Reclining Figure: Points (1969/1970)

## Moore despre Brâncuși
În 1937, Henry Moore scria, „Brâncuși a fost acela care a dat epocii noastre conștiința formei pure.”